# Words Are Not Enough
「Words Are Not Enough」(ワーズ・アー・ノット・イナフ)とは、アンドレアス・カールソンとペル・ニレンによって作詞された、イギリスのダンスポップ・ミュージカルグループ「ステップス」の曲である。この曲は、グループの最初のコンピレーションアルバム「Gold: Greatest Hits」（2001年）に収録され、ミュージカル・チェス（1986年）の1984年の曲「I Know Him So Well」のカバーとともにダブルA面シングルとしてリリースされた。
2001年12月3日にシングルとしてリリースされた「Words Are Not Enough」/「I Know Him So Well」は、2001年12月にイギリスで5位、アイルランドで21位にランクインし、同月後半のボクシングデーに解散する前にリリースされたグループの最後のシングルだった。「Words Are Not Enough」のアニメーションミュージックビデオが制作された。

## チャートパフォーマンス
このシングルはイギリスで5位でチャートに入ったが、翌週にトップ10から14位に落ち、最後のトップ10ヒット曲になった。以前のシングルよりもはるかに低い売上にもかかわらず、合計で11週間トップ75にランクインした。このシングルの売り上げは「Here and Now」/「You'll Be Sorry」に匹敵した。また、アイルランドで21位を記録し、その国でチャートインした最後のシングルだった。

## ミュージックビデオ
「Words Are Not Enough」のビデオは、冒頭のバンドの短い出演（エセックスのヘディンガム城で撮影）を除けば、ほぼ完全にアニメーション化されており、他のミュージックビデオのようにダンスルーチンをあまり備えていない。ビデオは、本物のクレアが魔法の鏡に吸い込まれ、残りのメンバーが彼女に従うところから始まる。魔法の世界に入ると、彼らはコンピュータアニメーションのキャラクターに変身する。

## トラックリスト
イギリス版CDシングル
1. "Words Are Not Enough" – 3:24
2. "I Know Him So Well" – 4:14
3. "Bittersweet" – 3:58
4. "Words Are Not Enough" (video) – 3:24

イギリス版カセットシングル
1. "Words Are Not Enough" – 3:24
2. "I Know Him So Well" – 4:14
3. "Bittersweet" – 3:58

## クレジットと人員
クレジットはGold: Greatest Hitsのアルバムブックレットから適応されている。
録音
- メトロフォニック・スタジオ（ロンドン、イギリス）で録音
- メトロフォニック・スタジオ（ロンドン、イギリス）でミックス
- Transfermationでマスター（ロンドン、イングランド）

ボーカル
- バックボーカル – トレーシー・アッカーマン

スタッフ
- ソングライティング – ペル・ニレン、アンドレアス・カールソン
- プロダクション – ウォルター・タービット、マーク・テイラー
- ミキシング – ウォルター・タービット、マーク・テイラー
- ギター – アダム・フィリップス

## チャート
| チャート (2001年–2002年)                 | 最高順位 |
| ---------------------------------------- | -------- |
| ヨーロッパ (Eurochart Hot 100)           | 27       |
| アイルランド (IRMA)                      | 21       |
| ルーマニア (Romanian Top 100)            | 85       |
| スコットランド (Official Charts Company) | 4        |
| UK シングルス (OCC)                      | 5        |
| UK インディ (OCC)                        | 3        |

| チャート(2001年)   | 順位 |
| ------------------ | ---- |
| イギリス単体 (OCC) | 135  |